# Валід Бадір
Валід Бадір (араб. وليد بدير, івр. ואליד באדיר; нар. 12 березня 1974) — колишній ізраїльський футболіст арабського походження, який грав на позиції півзахисника.
Він виграв чотири чемпіонські титули за п'ять сезонів з «Маккабі» з Хайфи, перш ніж приєднатися до «Хапоель Тель-Авів» у 2005 році. Він був капітаном і виграв ще один чемпіонський титул до завершення кар'єри у 2013 році. Бадір забив 12 голів у 74 іграх за національну збірну Ізраїлю у період з 1997 року до 2007 року.

## Клубна кар'єра
Бадір народився в Кафр-Касемі, Ізраїль в арабській мусульманській родині.

### Початок кар'єри
Раніше Бадір був перспективним гравцем. Він виступав за молодіжні клуби «Хапоель» Кафр-Касем і «Хапоель» Петах-Тіква, а пізніше отримав місце у складі основної команди Прем'єр-ліги Ізраїлю. Бадір виступав за «Хапоель» Петах-Тіква сім сезонів поспіль (1992—1997) і забив 19 голів.

### «Вімблдон»
Під час перебування Бадіра у «Вімблдоні» він забив один гол у чемпіонаті в матчі проти «Манчестер Юнайтед» на Олд-Траффорд. Однак, окрім цього, він не відзначився результативними діями за свій час у клубі, зігравши 21 матч за команду.

### «Маккабі» Хайфа
Бадір повернувся до Ізраїлю в «Маккабі» з Хайфи у 2000—2001 роках на початку ери Аврама Гранта. Грант створив одну з найсильніших команд в історії ізраїльського футболу. З Бадіром «Хайфа» виграла чотири чемпіонати, зазнавши невдачі лише одного разу, у 2002—2003 роках, коли титул виграв «Маккабі» Тель-Авів.

### «Хапоель» Тель-Авів
У 2005 році, коли Хайфа розпочала масштабну кампанію з поповнення складу південноамериканськими гравцями, такими як Густаво Бокколі та Роберто Колаутті, Бадір підписав контракт із «Хапоелем» з Тель-Авіва. Він став основним гравцем сезону 2005—2006, коли вони посіли другі місця після його колишньої команди. Він був капітаном команди до завершення кар'єри.
26 серпня 2013 року на стадіоні «Блумфілд» клуб і його вболівальники вдячно аплодували стоячи на честь останнього виступу Бадіра за «Хапоель» Тель-Авів перед офіційним завершенням кар'єри.

## Тренерська кар'єра
17 листопада 2012 року Бадір був призначений виконуючим обов'язки тренером клубу «Хапоель» Тель-Авів.
У період з 10 жовтня 2015 року і до 21 вересня 2016 року був асистентом головного тренера у клубі «Хапоель» Тель-Авів.

## Кар'єра у збірній
У складі збірної Ізраїлю Бадір провів 74 матчі, забив 12 голів. Вперше на полі він з'явився 5 серпня 1997 року в товариському матчі проти Білорусі (3–2).
Однією з його найвідоміших ігор став гол на 83-й хвилині в нічийному матчі Ізраїлю проти Франції у відбірковому матчі ЧС-2006.

## Досягнення
- Прем'єр-ліга Ізраїлю: 2000–2001, 2001–2002, 2003–2004, 2004–2005, 2009–2010
- Кубок Тото: 2002–2003
- Кубок Ізраїлю: 2006, 2007, 2010, 2011, 2012